# Stanisław Smreczyński (senior)
Stanisław Smreczyński (ur. 18 października 1872 w Porębie Wielkiej, zm. 28 września 1954 w Krakowie) – entomolog, pedagog, nauczyciel przyrody i historii naturalnej w licznych szkołach średnich Krakowa i Tarnowa.

## Życiorys
Urodzony jako Stanisław Smaciarz (vel Szmaciarz), w 1898 członkowie rodziny zmienili nazwisko na Smreczyński. Syn Katarzyny, brat Władysława Orkana, ojciec Stanisława. Prototyp postaci Antosia Porębskiego z powieści Matka Ignacego Maciejowskiego.
Działał w tajnym ruchu niepodległościowym na obszarze Galicji. Absolwent Uniwersytetu Jagiellońskiego, badacz szarańczaków prostoskrzydłych i pluskwiaków rożnoskrzydłych i równoskrzydłych. Opisał 27 gatunków pluskwiaków i 57 gatunków piewików, nieznanych dotąd na terenie Galicji. Członek Komisji Fizjograficznej Polskiej Akademii Umiejętności.

## Główne publikacje
- Materiały do fauny pluskwiaków (Hemiptera) Polski (1954)
- Materiały do fauny pluskwiaków Podola i Wileńszczyzny
- publikacje w „Sprawozdaniach Komisji Fizjograficznej PAU”